# هيميكو (فلم)
هيميكو (باليابانية: 卑弥呼) فيلم فنتازيا دراما ياباني من إخراج ماساهيرو شينودا. صدر عام 1974 وشارك في مهرجان كان السينمائي 1974.

## الممثلون
- شيما إيواشيتا في دور هيميكو
- ماساو كوساكاري في دور تاكيهيكو
- ري يوكوياما في دور آداهيمي
- تشويتشيرو كاوارازاكي في دور ميماكي
- كينزو كاوارازاكي في دور إيكومي
- يوشي كاتو في دور أوكيمي
- جون هامامورا في دور الراوي
- تاتسومي هيجيكاتا في دور الراقص
- رينتارو ميكوني في دور ناشيمي

## روابط خارجية
- هيميكو على موقع IMDb (الإنجليزية)
- هيميكو على موقع ألو سيني (الفرنسية)
- هيميكو على موقع Turner Classic Movies (الإنجليزية)
- هيميكو على موقع أول موفي (الإنجليزية)
- هيميكو على موقع فيلمافينيتي (الإسبانية)
- هيميكو على موقع قاعدة بيانات الفيلم (الإنجليزية)
- هيميكو على موقع ليتربوكسد (الإنجليزية)
- هيميكو على موقع كينوبويسك (الروسية)